# Apochthonius paucispinosus
Apochthonius paucispinosus är en spindeldjursart som beskrevs av William B. Muchmore 1967. Apochthonius paucispinosus ingår i släktet Apochthonius och familjen käkklokrypare. Inga underarter finns listade i Catalogue of Life.